# Associazione Calcio Comense 1930-1931
Questa pagina raccoglie le informazioni riguardanti l'Associazione Calcio Comense nelle competizioni ufficiali della stagione 1930-1931.

## Stagione
È il vero e completo successo della Como sportiva questo campionato in cui niente è stato sbagliato.

I nuovi vertici societari fanno delle scelte oculate che alla distanza si rivelano vincenti: assumono un allenatore inflessibile e ben preparato quale Lukács facendo leva su giocatori cresciuti in loco oppure nelle proprie squadre giovanili. La città si riversa entusiasta allo Stadio ad assistere ad un successo fin dall'inizio non dichiarato.
Uscendo imbattuta dal girone di andata con 6 pareggi maturati quasi tutti in trasferta contro le più temibili avversarie del girone, la Comense trasforma il ritorno in una marcia trionfale.
Il girone di finale vede il successo comense in discussione una sola volta: nello scontro diretto con il Pavia sono Romano e Preziati a raddrizzare la partita indirizzata verso la prima sconfitta per 0-2. 
La FIGC, nelle vesti del presidente del D.D.S. Ottorino Barassi, premiò la squadra il 20 settembre 1931 con una coppa e medaglie d'oro quale unica squadra imbattuta dopo campionato e finali, imbattuta con 90 reti fatte e 24 subite

## Rosa
Fonte:
| N. |                   | Ruolo | Calciatore      |
| -- | ----------------- | ----- | --------------- |
|    | Italia (bandiera) | C     | Aldo Biffi      |
|    | Italia (bandiera) | C     | Eridio Bonardi  |
|    | Italia (bandiera) | C     | Cesare Butti    |
|    | Italia (bandiera) | C     | Antonio Cetti   |
|    | Italia (bandiera) | D     | Eligio Donadeo  |
|    | Italia (bandiera) | D     | Plinio Farina   |
|    | Italia (bandiera) | C     | Alvise Forti    |
|    | Italia (bandiera) | A     | Angelo Frigerio |
|    | Italia (bandiera) | D     | Addo Guggi      |

| N. |                   | Ruolo | Calciatore         |
| -- | ----------------- | ----- | ------------------ |
|    | Italia (bandiera) | P     | Amedeo Lissi       |
|    | Italia (bandiera) | C     | Giovanni Monti     |
|    | Italia (bandiera) | D     | Michele Moretti    |
|    | Italia (bandiera) | A     | Franco Nasoni      |
|    | Italia (bandiera) | A     | Paride Pasqualetto |
|    | Italia (bandiera) | A     | Renato Preziati    |
|    | Italia (bandiera) | P     | Arnaldo Repetto    |
|    | Italia (bandiera) | A     | Marco Romano       |
|    | Italia (bandiera) | A     | Antonio Sacchi     |

## Risultati

### Prima Divisione

#### Girone di andata
| Arbitro: | Mazza (Sampierdarena) |

|              |           |                  |
| Preziati 33’ | Marcatori | 50’ Moretti (II) |

| Arbitro: | Ferrero (Torino) |

|                                                             |           |                  |
| Frigerio 13’ Preziati 35’ Pasqualetto 7?’ (rig.) Sacchi 8?’ | Marcatori | 85’ (aut.) Butti |

| Arbitro: | Girelli (Verona) |

|               |           |              |
| Ballarini 89’ | Marcatori | 63’ Frigerio |

| Arbitro: | Lupini (Bergamo) |

|          |           |                |
| Tibi 86’ | Marcatori | 35’ Cetti (II) |

| Arbitro: | Pandolfi (Genova) |

|                             |           |             |
| Cetti (II) 51’ Frigerio 65’ | Marcatori | Vismara 18’ |

| Arbitro: | Casetta (Milano) |

|                   |           |          |
| Tedeschi (II) 50’ | Marcatori | 2’ Biffi |

| Arbitro: | Collina (Vado Ligure) |

|            |           |           |
| Sacchi 10’ | Marcatori | 9’ Fenini |

| Arbitro: | Carraro (Padova) |

|              |           |                                    |
| Colnaghi 85’ | Marcatori | 5’, 12’ Pasqualetto 85’ Cetti (II) |

| Arbitro: | Ciamberlini (Genova) |

|                                     |           |                   |
| Cetti (II) 16’ Romano 28’, 30’, 54’ | Marcatori | 53’ (rig.) Protti |

| Arbitro: | Sardi (Genova) |

|                                                   |           |  |
| Cetti (II) 6’, 31’ Pasqualetto s.t.’ Romano s.t.’ | Marcatori |  |

| Seregno 7 dicembre 1930 11ª giornata | Seregno         | 0 – 0 | Comense | Campo di via Correnti\| Arbitro: \| Scotto (Savona) \| |
| Arbitro:                             | Scotto (Savona) |       |         |                                                        |

| Arbitro: | Zaffiri (Genova) |

|                             |           |           |
| Biffi 74’ (rig.) Romano 87’ | Marcatori | 52’ Valli |

| Arbitro: | Scarpi (Dolo) |

|  |           |                                                     |
|  | Marcatori | 43’ Pasqualetto 47’ Frigerio 59’ Preziati 68’ Forti |

### Finali

#### Girone finale A

##### Andata
| Arbitro: | Lenti (Genova) |

|                                                                      |           |  |
| Sacchi 7’, 30’, 71’ Romano 40’, 48’ Cetti (II) 73’ Farina 79’ (rig.) | Marcatori |  |

| Arbitro: | Mazza (Sampierdarena) |

|  |           |                            |
|  | Marcatori | 57’ Sacchi 65’ Pasqualetto |

| Arbitro: | Dani (Genova) |

|                   |           |                         |
| Bellotti 24’, 30’ | Marcatori | 70’ Romano 90’ Preziati |

##### Ritorno
| Arbitro: | Garbieri (Genova) |

|             |           |            |
| Ferrari 17’ | Marcatori | 70’ Romano |

| Arbitro: | Bertoli (Vicenza) |

|                                    |           |  |
| Sacchi 15’ Romano 40’ Preziati 89’ | Marcatori |  |

| Arbitro: | Beretta (Novi Ligure) |

|                                                   |           |              |
| Bonardi 7’ Romano 34’ Preziati 47’ Cetti (II) 61’ | Marcatori | 85’ Bellotti |

## Statistiche

### Statistiche di squadra
| Competizione              | Punti | In casa | In casa | In casa | In casa | In casa | In casa | In trasferta | In trasferta | In trasferta | In trasferta | In trasferta | In trasferta | Totale | Totale | Totale | Totale | Totale | Totale | DR  |
| Competizione              | Punti | G       | V       | N       | P       | Gf      | Gs      | G            | V            | N            | P            | Gf           | Gs           | G      | V      | N      | P      | Gf     | Gs     | DR  |
| ------------------------- | ----- | ------- | ------- | ------- | ------- | ------- | ------- | ------------ | ------------ | ------------ | ------------ | ------------ | ------------ | ------ | ------ | ------ | ------ | ------ | ------ | --- |
| Prima Divisione, girone C | 44    | 13      | 12      | 1       | 0       | 46      | 12      | 13           | 6            | 7            | 0            | 25           | 8            | 26     | 18     | 8      | 0      | 71     | 20     | +51 |
| Girone finale A           | 10    | 3       | 3       | 0       | 0       | 14      | 1       | 3            | 1            | 2            | 0            | 5            | 3            | 6      | 4      | 2      | 0      | 19     | 4      | +15 |
| Totale                    | 54    | 16      | 15      | 1       | 0       | 60      | 13      | 16           | 7            | 9            | 0            | 30           | 11           | 32     | 22     | 10     | 0      | 90     | 24     | +66 |

### Statistiche dei giocatori
| Giocatore      | Prima Divisione | Prima Divisione | Finali   | Finali | Totale   | Totale |
| Giocatore      | Presenze        | Reti            | Presenze | Reti   | Presenze | Reti   |
| -------------- | --------------- | --------------- | -------- | ------ | -------- | ------ |
| A. Biffi       | 27              | 5               | 2        | 0      | 29       | 5      |
| E. Bonardi     | 6               | 8               | 1        | 1      | 7        | 9      |
| C. Butti       | 20              | 1               | 6        | 0      | 26       | 1      |
| A. Cetti (II)  | 26              | 10              | 6        | 2      | 32       | 12     |
| E. Donadeo     | 22              | 2               | 6        | 0      | 28       | 2      |
| P. Farina      | 25              | 0               | 6        | 1      | 31       | 1      |
| A. Forti       | 4               | 1               | 0        | 0      | 4        | 1      |
| . Frigerio     | 17              | 7               | 0        | 0      | 17       | 7      |
| A. Guggi       | 10              | 0               | 2        | 0      | 12       | 0      |
| A. Lissi       | 24              | -18             | 6        | -4     | 30       | -22    |
| G. Monti       | 1               | 0               | 0        | 0      | 1        | 0      |
| M. Moretti     | 23              | 0               | 6        | 0      | 29       | 0      |
| F. Nasoni      | 0               | 0               | 0        | 0      | 0        | 0      |
| P. Pasqualetto | 26              | 11              | 6        | 1      | 32       | 12     |
| R. Preziati    | 24              | 10              | 6        | 3      | 30       | 13     |
| A. Repetto     | 2               | -2              | 0        | 0      | 2        | -2     |
| M. Romano      | 17              | 11              | 6        | 6      | 23       | 17     |
| A. Sacchi      | 14              | 5               | 6        | 5      | 20       | 10     |

### Libri
- Gianfranco Usuelli e Giancarlo Menotti, 80º Calcio Como 1907-1987, Como, La Provincia di Como per conto del Como Calcio, 1987,  pp. 52-55 (unico libro del Como con i tabellini).
- Enrico Levrini, Como 1907-2007 - Cent'anni in azzurro, Como, Editoriale Corriere di Como, 2007,  pp. 99-108.

### Giornali
- La Gazzetta dello Sport, 1930 e 1931, consultabile presso le Biblioteche:.
  - Biblioteca Civica di Torino;
  - Biblioteca Nazionale Braidense di Milano,
  - Biblioteca comunale centrale di Milano,
  - Biblioteca Civica Berio di Genova,
  - Biblioteca Nazionale Centrale di Firenze,
  - Biblioteca Nazionale Centrale di Roma.
- La Provincia, quotidiano di Como, consultabile microfilmato presso la Biblioteca Civica di Como e Biblioteca comunale centrale di Milano.